# وینو یوهانس سوکسلاینن
وینو یوهانس سوکسلاینن (انگلیسی: V. J. Sukselainen؛ ۱۲ اکتبر ۱۹۰۶ – ۶ آوریل ۱۹۹۵) یک سیاست‌مدار اهل فنلاند بود.